# Orden des heiligen Paul
Der Orden des heiligen Paul war ein Orden des Kirchenstaates. Gestiftet wurde er von Papst Paul III. im Jahre 1540.
Der Orden war durch den Stifter finanziell auf 200 Ritter ausgelegt gewesen. Die Ritter hatten eine Aufnahmegebühr zu zahlen. Auch wurde ihnen ein höherer Adelsrang zugestanden. Sie durften die Lilie aus dem Hauswappen von Farnese, das Wappen des Papsthauses, führen. Man nannte die Ritter Participantes oder Perpetni Commensales, weil sie täglich die freie Tafel im Lateran nutzen durften. Eine jährliche Pension war den Rittern gesichert.

## Ordensdekoration
Die Ordensdekoration war ein nackter Arm mit einem blanken Schwert auf der linken Brustseite.
Zur Ordensdekoration gehörten auch zwei unterschiedlich gefärbte Ordenskleidungen. Eine Festtagskleidung war in Schwarz, die andere in Rot. Der Sinn war, an Todestagen und an Krönungstagen eines Papstes entsprechend bekleidet zu sein. Damit glich die Kleidungszeremonie der des Ordens des heiligen Peter, der neunzehn Jahre früher gestiftet wurde.